# Andrew Poturalski
Andrew Poturalski (* 14. Januar 1994 in Williamsville, New York) ist ein US-amerikanischer Eishockeyspieler, der seit Juli 2025 beim HK Awangard Omsk aus der Kontinentalen Hockey-Liga (KHL) unter Vertrag steht und dort auf der Position des Centers spielt. Zuvor war Poturalski unter anderem für die Carolina Hurricanes, Seattle Kraken und San Jose Sharks in der National Hockey League (NHL) aktiv.

## Karriere

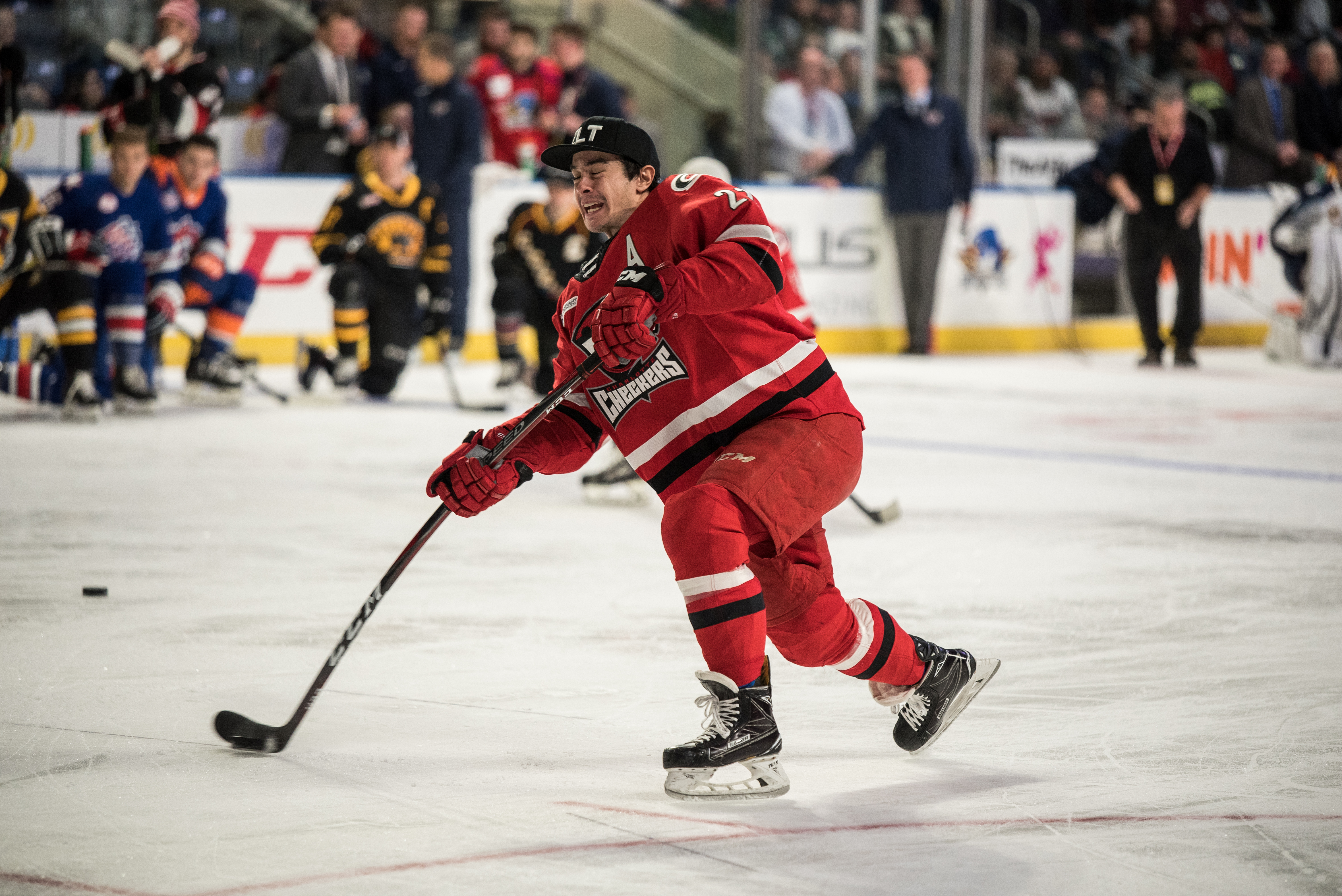
Poturalski im Trikot der Charlotte Checkers (2019)

Poturalski verbrachte seine Juniorenzeit zwischen zunächst in der Saison 2010/11 bei den Buffalo Junior Sabres aus der Ontario Junior Hockey League. Diese standen in einer Kooperation mit den Buffalo Sabres aus der National Hockey League. In seinem einzigen Spieljahr erzielte der Stürmer 38 Scorerpunkte in 33 Spielen und fand sich am Saisonende im Second All-Prospect Team der Liga wieder. Zur folgenden Saison wechselte er in die United States Hockey League, wo Poturalski in den folgenden drei Jahren für die Cedar Rapids RoughRiders aktiv war. Dort bestritt er in diesem Zeitraum insgesamt 119 Spiele und punktete dabei 103-mal. Zur Saison 2014/15 wechselte der 20-Jährige ans College. Parallel zu seinem Studium an der spielte University of New Hampshire spielte der US-Amerikaner in den folgenden beiden Spieljahren für das Universitäts-Eishockeyteam Wildcats, das in der Hockey East, einer Division im Spielbetrieb der National Collegiate Athletic Association. Insbesondere in seiner zweiten Saison konnte Poturalski mit 50 Punkten in 37 Spielen auf sich aufmerksam machen. So war er Topscorer der Hauptrunde, was ihm schließlich die Wahl ins First All-Star Team der Hockey East sowie ins East First All-American Team der NCAA bescherte.
Ungedraftet erhielt der Angreifer im März 2016 ein Vertragsangebot der Carolina Hurricanes aus der NHL, woraufhin er seine schulische Laufbahn beendete und Profi wurde. Noch zum Ende der Saison 2015/16 absolvierte Poturalski seine ersten Einsätze für das Hurricanes-Farmteam Charlotte Checkers in der American Hockey League. Dort war er mit Beginn der folgenden Spielzeit Stammspieler und kam in seiner Rookiesaison zu 52 Punkten in 79 Einsätzen. Darüber hinaus gab er sein NHL-Debüt für Carolina. In den folgenden beiden Spielzeiten war Poturalski jedoch ausschließlich für die Checkers im Einsatz. Nach 49 Punkten in der Saison 2017/18 steigerte er sich in seinem dritten Profijahr auf 70 Punkte in der Hauptrunde. Darauf ließ er in den AHL-Playoffs, in denen er mit Charlotte den Calder Cup gewann, in 18 Partien 23 weitere Punkte folgen. Damit war er Topscorer der Playoffs und hatte maßgeblichen Anteil am erstmaligen Gewinn der Trophäe. Er selbst wurde mit der Jack A. Butterfield Trophy als wertvollster Spieler der Playoffs ausgezeichnet und ins AHL Second All-Star Team berufen.
Nach der Saison wurde er im Juli 2019 als Free Agent von den Anaheim Ducks verpflichtet. Mit deren Farmteam, den San Diego Gulls, knüpfte er in der Spielzeit 2020/21 mit 43 Punkten aus 44 Partien an seine vorherigen Leistungen an, wobei er Topscorer der AHL wurde und somit die John B. Sollenberger Trophy erhielt. Zudem wählte man ihn ins All-Star Team der Pacific Division. Sein Vertrag in Anaheim wurde jedoch nicht verlängert, sodass er im August 2021 als Free Agent zu den Carolina Hurricanes zurückkehrte. Mit deren neuem Farmteam Chicago Wolves wiederholte er den Calder-Cup-Gewinn aus dem Jahre 2019 und wurde mit 101 Punkten wie im Vorjahr erneut Topscorer der AHL. Zudem wählte man ihn ins AHL First All-Star Team. Anschließend wechselte er im Juli 2022, abermals als Free Agent, zu den Seattle Kraken, ebenso wie im Juli 2024 zu den San Jose Sharks. Bei deren AHL-Kooperationspartner fungierte Poturalski erneut als Führungsspieler und sicherte sich in der Spielzeit 2024/25 zum dritten Mal die John B. Sollenberger Trophy. Ebenso wurde er erneut ins AHL First All-Star Team berufen, nachdem er mit dem Les Cunningham Award als wertvollster Spieler der Liga ausgezeichnet worden war.
Obwohl Poturalski in San Jose einen Zweijahresvertrag unterzeichnet hatte, wurde dieser nach der Spielzeit 2024/25 auf Wunsch des Spielers aufgelöst. Er wechselte daraufhin im Juli 2025 zum HK Awangard Omsk aus der Kontinentalen Hockey-Liga (KHL).

## Erfolge und Auszeichnungen
| - 2012 OJHL Second All-Prospect Team - 2014 Teilnahme am USHL All-Star Game - 2016 Topscorer der Hauptrunde der Hockey East - 2016 Hockey East First All-Star Team - 2016 NCAA East First All-American Team - 2019 Teilnahme am AHL All-Star Classic - 2019 Calder-Cup-Gewinn mit den Charlotte Checkers - 2019 Topscorer der AHL-Playoffs - 2019 Jack A. Butterfield Trophy - 2019 AHL Second All-Star Team | - 2021 John B. Sollenberger Trophy - 2021 AHL Pacific Division All-Star Team - 2022 John B. Sollenberger Trophy - 2022 AHL First All-Star Team - 2022 Calder-Cup-Gewinn mit den Chicago Wolves - 2025 Teilnahme am AHL All-Star Classic - 2025 Les Cunningham Award - 2025 John B. Sollenberger Trophy - 2025 AHL First All-Star Team |

## Karrierestatistik
Stand: Ende der Saison 2024/25
(Legende zur Spielerstatistik: Sp oder GP = absolvierte Spiele; T oder G = erzielte Tore; V oder A = erzielte Assists; Pkt oder Pts = erzielte Scorerpunkte; SM oder PIM = erhaltene Strafminuten; +/− = Plus/Minus-Bilanz; PP = erzielte Überzahltore; SH = erzielte Unterzahltore; GW = erzielte Siegtore; 1 Play-downs/Relegation; Kursiv: Statistik nicht vollständig)